# Patrick Hougaard
Patrick Hald Hougaard (ur. 23 maja 1989 we Fredericii) – duński żużlowiec.

## Życiorys
Dwukrotny złoty medalista młodzieżowych indywidualnych mistrzostw Danii (2007, 2009). Brązowy medalista indywidualnych mistrzostw Europy (Wiener Neustadt 2007). Brązowy medalista drużynowych mistrzostw Europy juniorów (Rawicz 2008). Brązowy medalista indywidualnych mistrzostw świata juniorów (Goričan 2009). Czterokrotny medalista drużynowych mistrzostw świata juniorów: złoty (Rye House 2010), dwukrotnie srebrny (Holsted 2008, Gorzów Wielkopolski 2009) oraz brązowy (Pardubice 2005).
W lidze polskiej reprezentant klubów: Unia Leszno (2006–2007), Unia Tarnów (2008–2010, 2013) GTŻ Grudziądz (2011) oraz Polonia Bydgoszcz (2014).
W lidze brytyjskiej reprezentant klubów: Reading Racers (2007), Belle Vue Aces (2008-2012), Peterborough Panthers (2013) i Leicester Lions (2014).

## Grand Prix
| Klasyfikacja końcowa: | Klasyfikacja końcowa: | nk   | ns   | numer stały (19) | numer stały (19) |
| Lp.                   | Grand Prix            | Msc. | Pkt. | Biegi            | Nr start         |
| 4 /11                 | GP Danii              | nk   | ns   | (ns)             | 18               |

|  | stały uczestnik cyklu                                           |
|  | dzika karta, rezerwa toru lub rezerwowy                         |
|  | zawodnik niesklasyfikowany (rezerwa toru bez startu w zawodach) |